# Ловел, Уильям, 7-й барон Морли
Уильям Ловел (англ. William Lovel; умер 23 июля 1476) — английский аристократ, 7-й барон Морли jure uxoris. Второй сын Уильяма Ловела, 7-го барона Ловела, и Элис Дейнкур. 1 января 1465 года женился на Элеаноре Морли, 7-й баронессе Морли в своём праве, и получил таким образом обширные владения в Норфолке и титул барона Морли de uxoris. В этом браке родились сын Генри, 8-й барон Морли (до 1474—1489), и дочь Элис (до 1467—1518), жена сэра Уильяма Паркера и сэра Эдуарда Говарда.